# Heterodyne
Heterodyne is het verschijnsel dat bij niet-lineaire menging van twee harmonische signalen, componenten ontstaan met frequenties die combinaties zijn van de frequenties van de oorspronkelijke signalen. 
Op de voorgrond tredend zijn meestal de signalen met de som- en met de verschilfrequentie. Deze ontstaan onder andere doordat bij niet-lineaire menging van de signalen cos(ω1t) en cos(ω2t) onder andere het product van beide ontstaat. En:
{\displaystyle 2\cos(\omega _{1}t)\cos(\omega _{2}t)=\cos((\omega _{1}+\omega _{2})t)+\cos((\omega _{1}-\omega _{2})t)\,}
Heterodyne is bekend in de akoestiek, waar het vanwege de niet-lineaire menging in het oor leidt tot het horen van allerlei combinaties van tonen.
In de radiotechniek wordt bewust van heterodyne gebruikgemaakt voor het genereren van de verschilfrequentie. In het bijzonder vindt deze techniek toepassing in de superheterodyne radio-ontvanger. 